# Mountmellick
Mountmellick (Móinteach Mílic en irlandais) est une ville du comté de Laois en république d'Irlande.
Mountmellick était une importante ville industrielle (textile, tanneries, brasseries, sucre), surnommée la « petite Manchester » avant la grande famine des années 1840. Sa prospérité était principalement due à la proximité du Grand Canal. Mountmellick était célèbre pour sa broderie.
D'après le recensement de 2006, la ville de Mountmellick compte 4 069 habitants.